# مقاطعة لمبايكه
مقاطعة لمباييكه (بالإنجليزية: Lambayeque Province)‏ هي مقاطعة في بيرو، تتبع إقليم لمباييكه، عاصمتها Lambayeque, Peru ‏، تبلغ مساحتها 9364.63 كيلومتر مربع.